# Tasha Reign
Tasha Reign (Laguna Beach, 15 gennaio 1989) è un'attrice pornografica statunitense.

## Biografia
Cresciuta a Laguna Beach in California, a 18 anni si è trasferita a Los Angels. Ex Hooters Girl, ha poi lavorato come spogliarellista professionista nel 2008, ballando in un club chiamato Silver Reign, da cui ha poi ripreso il suo pseudonimo.
Successivamente nel 2010 è stata scelta come modella dalla rivista Playboy per i numeri "Girls of the Pac-10" del 2010 "Cyber Girl of the Week" della rivista. È apparsa inoltre nella copertina nel numero di aprile 2011 di Penthouse e venendo il mese successivo eletta Penthouse Pet of the Month. Nel febbraio 2013 è apparsa sulla copertina di OC Weekly e successo su altre copertine di riviste per adulti tra cui Club, Xtreme e Hot Vidéo.
In seguito alla a fatto ingresso nell'industria pornografica, girando il suo primo film per adulti nel 2010. Compare, tra gli altri, in "My Step sister's Hot Friend" con Aaliyah Love e Tyler Nixon.
Agli XBIZ Awards 2012 ha rivestito il ruolo di "Trophy Girl" insieme alla collega Bibi Jones. Sempre nello stesso anno è apparso anche sulla copertina Hot Video, conducendo le interviste alla 28ª edizione degli XRCO Awards.

## Riconoscimenti
- AVN Awards
  - 2013 – candidatura Crossover Star of the Year
  - 2017 - Best Porn Star Website (Fan's Award)[7]
- XBIZ Awards
  - 2012 – candidatura New Starlet of the Year
  - 2013 - candidatura Female Performer of the Year